# Verdades secretas
 (срп. Тајне истине) бразилска је теленовела, продукцијске куће Реде Глобо, снимана 2015.
Добитница је међународне награде Emmy у категорији за најбољу теленовелу 2016.

## Синопсис
Арлет је наивна тинејџерка која је одувек маштала о каријери модела. Након што су јој се родитељи развели, са конзервативном мајком Каролином преселила се у бакину кућу у Сао Паоло. Када јој је живот у сиромаштву постане готово неиздржив, Арлет одлучује да покуша да оствари свој сан и постане успешна манекенка и тако обезбеди бољи живот својим најмилијима.
Убрзо ју је спазила Фани, амбициозна предузетница и власница модне агенције, која ју је позвала да буде део њене империје. Арлет је захваљујући њој упознала нови свет — не само да се физички потпуно трансформисала већ је добила и ново име: постала је заводљива Ејнџел. 
Међутим, није знала да су гламур и раскош у ствари параван за елитну проституцију, а да је неморална Фани заправо макро, те да су све њене манекенке заведене у „ружичасту књигу”, својеврсни каталог који клијентима служи да изабери дружбеницу по својој жељи.
Најтраженији „артикл” из „књиге” је Лариса, славна манекенка која је суверено владала пистама, али је морала да закорачи у свет дроге и проституције да би породици обезбедила нормалан живот. Да би читав систем функционисао, Фани рачуна на безусловну подршку Ентонија, свог пословног али и сексуалног партнера.
Иако Ејнџел у почетку одбија да постане тек једно у низу имена у „ружичастој књизи”, на крају бива приморана да се повинује Фаниним наредбама и то како би отплатила хипотеку за кућу у којој живи њена породица. Први сусрет уговорен јој је са моћним тајкуном Алексом, који одмах постаје опседнут њоме. Убеђена да је његова љубав према њој права, Ејнџел успева да прекрши најважније правило у свету проституције: никад се не заљубљуј у свог клијента.
Након што схвати да њихова веза ипак нема будућност, Ејнџел одлучује да се удаљи од Алекса и упушта се у везу са његовим сестрићем Гијем. Са друге стране, Алекс, који је навикао да добије све што пожели, ступа у брак са Ејнџелином мајком Карлолином, која ни не слути да је њена кћи грејала постељу њеном супругу. Вођене страшћу, мајка и кћи постају део љубавног троугла и протканог ризиком, тајнама и вештим играма манипулације.

## Улоге
| Глумац:                      | Улога:                       |
| ---------------------------- | ---------------------------- |
| Камила Кеироз                | Арлет Брито „Ејнџел”         |
| Родриго Ломбарди             | Александре „Алекс” Тисијано  |
| Дрика Мораез Кирија Маљеирос | Каролина Брито Тисијано      |
| Маријета Северо              | Фани Ричард (Рита де Касија) |
| Граци Мазафера               | Лариса Рамос                 |
| Рејналдо Ђанекини            | Ентони Маријано              |
| Агата Мореира                | Жована „Кика” Лователи       |
| Габријел Леоне               | Гиљерме Лователи             |
| Рајнер Кадете                | Виски                        |
| Гиљермина Гинли              | Пија Лователи                |
| Жоао Витор Силва             | Бруно                        |
| Ана Лусија Торе              | Илда Брито                   |
| Бел Кутнер                   | Дарлене                      |
| Женезио де Барос             | Освалдо                      |
| Фелипе Каролис               | Сам Нунез                    |
| Алесандра Амброзио           | Самија                       |
| Јасмин Брунет                | Стефани Пратес               |
| Џесика Корес                 | Лирис Монтеиро               |
| Раиса Батиста                | Мајра Шагаз                  |
| Флавио Толезани              | Рој                          |
| Адријано Толоза              | Игор                         |
| Дида Камеро                  | Лурдес „Лурдека” Лима        |
| Фернандо Еирас               | Маурисе                      |
| Тарсисо Фиљо                 | Рожерио Гомез                |
| Лариса Дијаз                 | Вивијане Гомез               |
| Мухамед Харфоуш              | Евералдо Рамирио             |
| Глаусио Гомез                | Роберио Са                   |
| Рафаел Сандер                | Лео                          |
| Фелипе Хинтсе                | Езел                         |
| Бела Пјеро                   | Нина                         |
| Педро Габријел Тонини        | Едгард                       |
| Наталија Родригез            | Естела                       |
| Ана Барозо                   | Диванлинда Рамос             |
| Маријана Молина              | Патрисија                    |
| Кристијан Вилегас            | Данијел де Фреитас           |
| Жулијано Лафајет             | Како                         |
| Рафаел Ганем                 | Дуду                         |
| Силбет Соријано              | Леидана                      |
| Фернандо Ераз                | Ерунисе                      |
| Жоао Куња                    | Жоел                         |
| Марија Едуарда Мијанте       | Јасмин Гомез                 |
| Жасана Мартинс               | Сабина                       |
| Верлес Пажеро                | Раулино                      |
| Камила Маиринк               | Бел                          |
| Маурисио Бранко              | Данте                        |
| Фернанда Таварес             | Фернанда Таварес             |
| Ана Паула Ботељо             | Шамбермаид                   |
| Алекса Дешампс               | Лидисе                       |
| Аламо Фако                   | Еманоел                      |
| Марта Меола                  | Силвија                      |
| Жулио Лопез                  | Ренато                       |